# Acrias auriceps
Acrias auriceps är en stekelart som först beskrevs av Girault 1922.  Acrias auriceps ingår i släktet Acrias och familjen finglanssteklar. Inga underarter finns listade i Catalogue of Life.